# Oleksandr Dolgopolov
Oleksandr Oleksandrovitsj Dolgopolov (Oekraïens: Олександр Олександрович Долгополов)  (Kiev, 7 november 1988) voorheen ook bekend als Oleksandr Dolgopolov Jr. is een voormalige tennisspeler uit Oekraïne.
Dolgopolov heeft drie ATP-toernooien gewonnen. Hij heeft ook vijf challengers op zijn naam staan. Zijn beste resultaat in het enkelspel op een grandslamtoernooi is de kwartfinale op de Australian Open in 2011. Op het ATP-toernooi van Indian Wells 2014 baarde hij opzien door de halve finale te halen. Hij was in de derde ronde onder meer te sterk voor de nummer één van de wereld op dat moment, Rafael Nadal. In de halve eindstrijd werd Dolgopolov uitgeschakeld door Roger Federer. Op het ATP-toernooi van Cincinnati 2015 haalde hij eveneens de halve finale, waarin Novak Djokovic te sterk was, op dat moment 's werelds nummer één.

## Palmares
| Legenda                       | Legenda               |
| ----------------------------- | --------------------- |
| Grand Slam                    |                       |
| Olympische Spelen             |                       |
| tot 2009                      | vanaf 2009            |
| Tennis Masters Cup            | ATP Finals            |
| ATP Masters Series            | ATP Tour Masters 1000 |
| ATP International Series Gold | ATP Tour 500          |
| ATP International Series      | ATP Tour 250          |

### Enkelspel
| Nr.              | Datum            | Toernooi            | Ondergrond | Tegenstander in finale | Score            | Details |
| ---------------- | ---------------- | ------------------- | ---------- | ---------------------- | ---------------- | ------- |
| Gewonnen finales |                  |                     |            |                        |                  |         |
| 1.               | 31 juli 2011     | ATP Umag            | Gravel     | Marin Čilić            | 6-4, 3-6,6-3     | Details |
| 2.               | 5 augustus 2012  | ATP Washington      | Hardcourt  | Tommy Haas             | 6-7(7), 6-4, 6-1 | Details |
| 3.               | 19 februari 2017 | ATP Buenos Aires    | Gravel     | Kei Nishikori          | 7-6(4), 6-4      | Details |
| Verloren finales |                  |                     |            |                        |                  |         |
| 1.               | 12 februari 2011 | ATP Costa do Sauípe | Gravel     | Nicolás Almagro        | 3-6, 6-7(3)      | Details |
| 2.               | 8 januari 2012   | ATP Brisbane        | Hardcourt  | Andy Murray            | 1-6, 3-6         | Details |
| 3.               | 23 juli 2017     | ATP Båstad          | Gravel     | David Ferrer           | 4-6, 4-6         | Details |
| 4.               | 1 oktober 2017   | ATP Shenzhen        | Hardcourt  | David Goffin           | 4-6, 7-6(5), 3-6 | Details |

### Dubbelspel
| Nr.                          | Datum         | Toernooi         | Ondergrond | Partner        | Tegenstanders in finale          | Score               | Details |
| ---------------------------- | ------------- | ---------------- | ---------- | -------------- | -------------------------------- | ------------------- | ------- |
| Gewonnen finales herendubbel |               |                  |            |                |                                  |                     |         |
| 1.                           | 19 maart 2011 | ATP Indian Wells | Gravel     | Xavier Malisse | Roger Federer Stanislas Wawrinka | 6-4, 6-7(5), [10-7] | Details |

## Resultaten grote toernooien
| Legenda | Legenda                          |
| ------- | -------------------------------- |
| g.t.    | geen toernooi gehouden           |
| l.c.    | lagere categorie                 |
| –       | niet deelgenomen                 |
| G       | uitgeschakeld in de groepsfase   |
| 1R      | uitgeschakeld in de eerste ronde |
| 2R      | uitgeschakeld in de tweede ronde |
| 3R      | uitgeschakeld in de derde ronde  |
| 4R      | uitgeschakeld in de vierde ronde |
| KF      | uitgeschakeld in de kwartfinale  |
| HF      | uitgeschakeld in de halve finale |
| F       | de finale verloren               |
| W       | het toernooi gewonnen            |
| w-v     | winst/verlies-balans             |

### Enkelspel
| toernooi             | 2010 | 2011 | 2012 | 2013 | 2014 | 2015 | 2016 | 2017 | 2018 |
| -------------------- | ---- | ---- | ---- | ---- | ---- | ---- | ---- | ---- | ---- |
| grandslamtoernooien  |      |      |      |      |      |      |      |      |      |
| Australian Open      | –    | KF   | 3R   | 1R   | 2R   | 1R   | 2R   | 2R   | 3R   |
| Roland Garros        | 3R   | 3R   | 1R   | 1R   | 2R   | 1R   | –    | 2R   |      |
| Wimbledon            | 2R   | 1R   | 2R   | 3R   | 3R   | 2R   | 2R   | 1R   |      |
| US Open              | 1R   | 4R   | 3R   | 2R   | –    | 1R   | 1R   | 4R   |      |
| ATP Masters 1000     |      |      |      |      |      |      |      |      |      |
| Indian Wells         | –    | 3R   | 4R   | 2R   | HF   | 3R   | 3R   | 2R   |      |
| Miami                | –    | 4R   | 3R   | 3R   | KF   | 4R   | 3R   | 1R   |      |
| Monte Carlo          | 1R   | 1R   | 3R   | 2R   | 2R   | 2R   | –    | –    |      |
| Madrid               | 2R   | 1R   | KF   | 1R   | 2R   | –    | 2R   | –    |      |
| Rome                 | –    | 1R   | 1R   | 3R   | 1R   | 2R   | 1R   | 1R   |      |
| Montréal/Toronto     | 3R   | 2R   | 1R   | 2R   | –    | 1R   | 1R   | –    |      |
| Cincinnati           | 1R   | 1R   | 1R   | 1R   | –    | HF   | 1R   | 2R   |      |
| Shanghai             | 2R   | KF   | 3R   | 2R   | 1R   | 1R   | –    | 3R   |      |
| Parijs               | –    | 3R   | 1R   | 1R   | 1R   | 2R   | –    | –    |      |
| olympisch            |      |      |      |      |      |      |      |      |      |
| Olympische Spelen    | g.t. | g.t. | –    | g.t. | g.t. | g.t. | –    | g.t. | g.t. |
| statistieken         |      |      |      |      |      |      |      |      |      |
| totaal aantal titels | 0    | 1    | 1    | 0    | 0    | 0    | 0    | 1    | 0    |
| eindejaarsranking    | 48   | 15   | 18   | 57   | 23   | 35   | 62   | 38   |      |

### Dubbelspel
| toernooi             | 2010 | 2011 | 2012 | 2013 | 2014 | 2015 | 2016 | 2017 | 2018 |
| -------------------- | ---- | ---- | ---- | ---- | ---- | ---- | ---- | ---- | ---- |
| grandslamtoernooien  |      |      |      |      |      |      |      |      |      |
| Australian Open      | –    | 2R   | 1R   | –    | 2R   | –    | 1R   | 1R   | –    |
| Roland Garros        | 2R   | 2R   | 2R   | –    | –    | –    | –    | –    |      |
| Wimbledon            | 1R   | –    | –    | –    | –    | –    | 1R   | –    |      |
| US Open              | 1R   | 1R   | 1R   | 1R   | –    | –    | 1R   | –    |      |
| ATP Masters 1000     |      |      |      |      |      |      |      |      |      |
| Indian Wells         | –    | W    | 2R   | –    | –    | –    | –    | –    |      |
| Miami                | –    | –    | 1R   | –    | –    | –    | –    | –    |      |
| Monte Carlo          | –    | –    | 3R   | –    | –    | –    | –    | –    |      |
| Madrid               | –    | 2R   | 1R   | –    | –    | –    | 1R   | –    |      |
| Rome                 | –    | 2R   | –    | –    | –    | –    | –    | –    |      |
| Montréal/Toronto     | –    | 1R   | –    | 1R   | –    | –    | –    | –    |      |
| Cincinnati           | –    | 2R   | –    | –    | –    | –    | –    | –    |      |
| Shanghai             | –    | –    | 1R   | –    | –    | –    | –    | –    |      |
| Parijs               | –    | –    | –    | –    | –    | –    | –    | –    |      |
| olympisch            |      |      |      |      |      |      |      |      |      |
| Olympische Spelen    | g.t. | g.t. | –    | g.t. | g.t. | g.t. | –    | g.t. | g.t. |
| statistieken         |      |      |      |      |      |      |      |      |      |
| totaal aantal titels | 0    | 1    | 0    | 0    | 0    | 0    | 0    | 0    | 0    |
| eindejaarsranking    | 319  | 44   | 209  | —    | 345  | 420  | —    | —    |      |